# ماسح زجاج السيارات

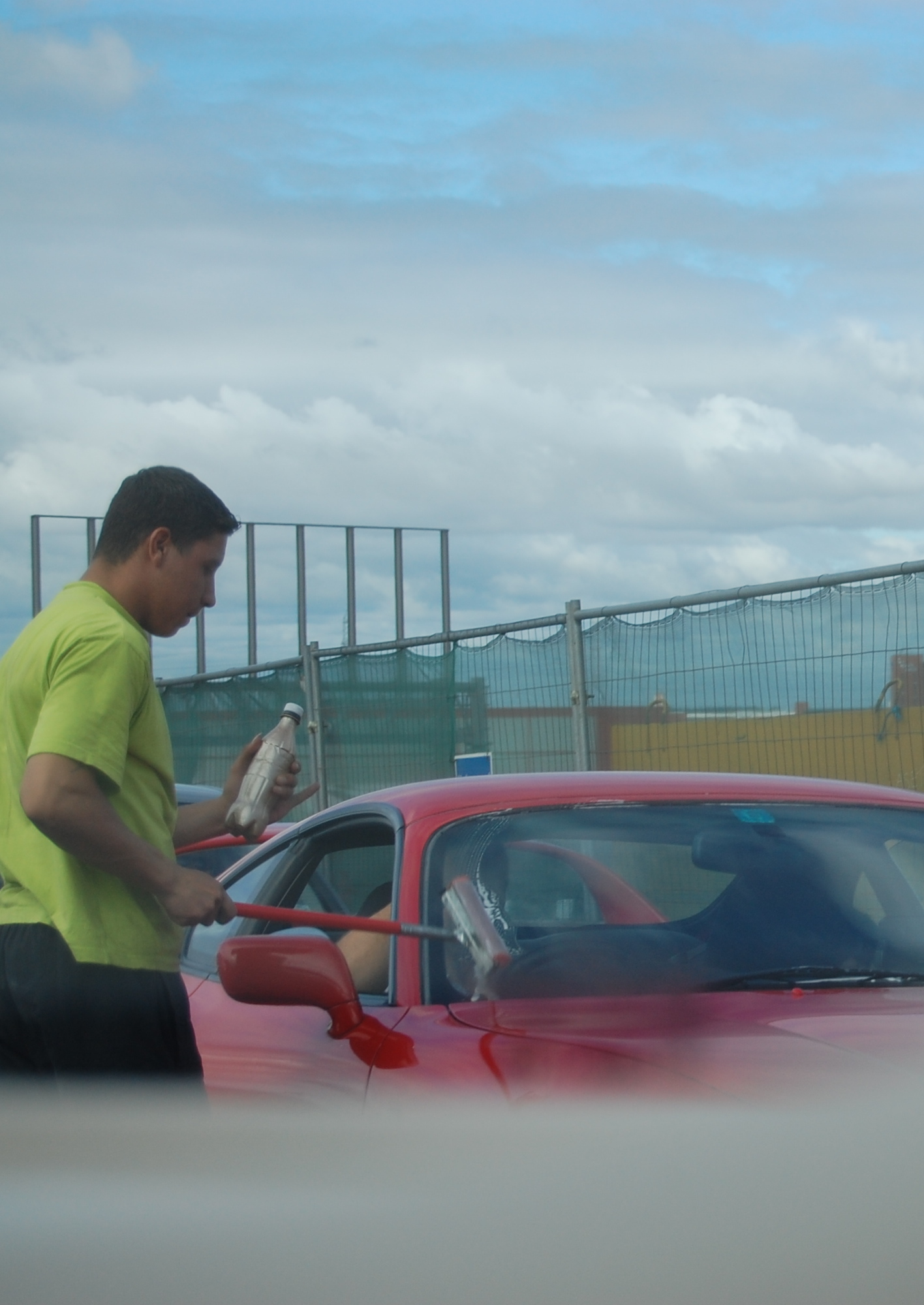
عامل يعمل كماسح للسيارات في دبلن ، أيرلندا.

ماسح زجاج السيارات أو ماسحة زجاج السيارات ، صبي الماسح للسيارات (كندا) و (بالتيمور)، وغيرها من المسميات حول العالم وهو شخص يستخدم فوطة وممسحة ليمسح زجاج السيارات المتوقفة في الزحام أو عند الاشارات الضوئية مقابل المال.

## حسب البلد

### كندا
في تورونتو، فانكوفر، كالجاري، وينيبيغ هي مناطق معروفة بتواجد الأطفال الذين يعمل بتمسيح زجاج السيارات، ويعتبر تواجدهم امر مقبول من قبل السكان، بصفتها عمل مقابل اجر مادي، ليس تسولاً. في مونتريال، يطلق عليهم squeegee punks،  بسبب مظهرهم، أو بسبب حملهم لممسحة. في عام 1999، أقرت حكومة أونتاريو قانون الشوارع الآمنة، وهو قانون يحظر هذا النوع من العمل بالإضافة إلى حظره التسول بالاماكن العامة خاصة ممن يضايقون الناس ويتهجمون عليهم، وقد تبنت حكومة كولومبيا البريطانية هذا القانون بالحرف، مما ادى إلى تناقص عدد ماسحي السيارات في كل من تورنتو وأونتاريو وفانكوفر، لأن الشرطة تقوم في كثير من الأحيان بإيقافهم والتحقق من هوياتهم بحثًا عن مذكرات توقيف غير منفذة.
في عام 2011، قال نائب عمدة تورنتو دوج هوليداي لصحيفة تورنتو صن إن هناك ارادة حقيقية من المجلس لتكثيف الإجراءات ضد المتسولين، وماسحي السيارات؛ وقد سخرت بعض وسائل الإعلام من هذا الامر، بسبب اقتراح سابق للحد من مشكلة المشردين عن طريق ارغامهم على دفع غرامات.

### المملكة المتحدة
يسمي اللندنيون، وربما غيرهم ايضاً، كل من ينظف زجاج السيارات أو يتجول بين السيارات المزدحمة لغرض بيع الورود والصحف أو أي بضاعة بتجار (تجار الممسحة). [بحاجة لمصدر]

### الولايات المتحدة الأمريكية
في الثمانينيات القرن الماضي بمدينة نيويورك، كان وجود رجال يمسحون السيارات الواقفة في الازدحام، امر طبيعي ومألوف في شوارع المدينة يقوم بعض ماسحون السيارات في نيويورك بالسؤال صاحب السيارة إذا كان يرغب بتنظيف الزجاج ام لا، وهناك من يقوم بالتنظيف بدون السؤال أولاُ، ومسح الزجاج يكون مقابل المال، أو التهديد أحيانًا بتحطيم الزجاج الأمامي للسيارة إذا لم يدفعو لهم. عندما انتخب رودي جولياني، كعمدة للمدينة، سعى بشكل جدي إلى إلعاد ماسحي السيارات عن الشوارع  كجزء من حملته لرفع جودة الحياة، بدعوى أن وجودهم خلق بيئة من الفوضى التي شجعت على تنامي الجرائم الخطيرة جداً. ونتيجة لذلك اختفى ماسحو زجاج السيارات من شوارع المدينة اثناء رئاسة جولياني، وحتى بعده عادو بأعداد قليلة.
كان ماسحو زجاج السيارات من بين أوائل المستهدفين من قبل العمدة رودولف جولياني ومفوضه ويليام براتون، أوضح جولياني في كتابه «القيادة» آلية عمله بالقضاء على ماسحي السيارات من خلال الأمر باعتقالهم. في بداية الأمر، كانت شرطة المرور تقوم فوراً بإطلاق سراح المعتقلين من ماسحي السيارات، لأنه ووفقًا لقانون العقوبات في نيويورك في ذلك الوقت، فإن تنظيف الزجاج الأمامي لشخص ما لم يكن يدرج كفعل غير قانوني، لكن جولياني أخبر الضباط أن عليهم ببساطة إلقاء القبض على ماسحي زجاج السيارات بتهمة السير على الأقدام.
ماسحو السيارات ما زالوا منتشرين في بالتيمور، ماريلاند.

## روابط خارجية
- تقرير عام 1999 من بي بي سي نيوز عن قرار مجلس مدينة وستمنستر بلندن بقمع «خطر» الممسحة.
- مقتطف من Hansard ، سجل مجلس العموم البريطاني، حول تجار الممسحة.
- فيلم وثائقي عام 2001 عن الممسحة الأشرار في كندا